# Fancy Nancy Clancy
Fancy Nancy Clancy (Alternativtitel: Fancy Nancy) ist eine US-amerikanisch-kanadische Animationsserie. Sie basiert auf der Kinderbuchreihe Fancy Nancy von Jane O’Connor and Robin Preiss Glasser, welche von der New York Times als Bestseller gelistet wurde. Die Serie wurde für Kinder im Alter von zwei bis sieben Jahren konzipiert.

## Handlung
Die sechsjährige Nancy ist ein temperamentvolles Mädchen, mit einem Faible für schöne Kleider und elaborierte Kostüme. Ihre Begeisterung für das Erlesene verwandelt alltägliche Dinge in etwas außergewöhnliches. Das Mädchen versucht darüber hinaus, auch ihrer Familie etwas Geschmack und Kreativität angedeihen zu lassen. Dabei lernt sie jedoch, das Besondere eines jeden Menschen zu schätzen. Nancy ist gespannt darauf zu erleben, was die großartige Welt für sie bereithält.
Einfallsreich zeigt sie dem Publikum, wie man das Beste aus einem Tag herausholt. Sie ermutigt andere, das Gleiche zu tun, auch wenn das Leben manchmal nicht so läuft wie geplant. Die Serie behandelt Themen wie Selbstausdruck, Originalität und Familie.

## Produktion und Veröffentlichung
Die Serie stellt eine Adaption der Fancy Nancy-Bücher von Jane O’Connor (Autorin) and Robin Preiss Glasser (Illustratorin) dar. Bereits im Jahr 2015 hat Disney Junior die Rechte an den Bestsellern erworben. Neben der Fernsehserie umfasst der Vertrag mit HarperCollins Children’s Books auch die Rechte am Merchandising.
Fancy Nancy Clancy entstand als Koproduktion der Unternehmen Disney Junior und Disney Television Animation. Jessica Fleming war als Produzentin an dem Projekt beteiligt. Die musikalische Gestaltung unterlag dem Komponisten T.J. Hill.
Ursprünglich war die Veröffentlichung der Serie für das Jahr 2017 angesetzt. Die Premiere in den USA erfolgte jedoch erst ein Jahr später, am 13. Juli 2018.

## Synchronisation
Die deutsche Synchronfassung entstand bei der SDI Media Germany GmbH in Berlin, unter der Dialogregie von Bernhard Völger und nach einem Buch von Tanja Schmitz. Die musikalische Leitung des Projektes unterlag Achim Götz, der auch die deutschen Liedtexte zur Serie verfasste.
| Rolle                 | Originalsprecher     | Deutscher Sprecher                     |
| --------------------- | -------------------- | -------------------------------------- |
| Nancy Margaret Clancy | Mia Sinclair Jenness | Helen Malin Blaschke (Staffel 1 bis 2) |
| Nancy Margaret Clancy | Mia Sinclair Jenness | Samina König (Staffel 3)               |
| Claire Clancy         | Alyson Hannigan      | Dascha Lehmann                         |
| Doug Clancy           | Rob Riggle           | Sebastian Schulz                       |
| Jojo Clancy           | Spencer Moss         | Juliana Götz                           |
| Bree                  | Dana Heath           | Derya Akyol                            |
| Rhonda                | Ruby Jay             | Anni C. Salander                       |
| Wanda                 | Ruby Jay             | Yamuna Kemmerling                      |
| Lionel                | Malachi Barton       | Simon Schmidt-Foß                      |
| Grace                 | Hannah Nordberg      | Rieke Werner                           |
| Mrs. Devine           | Christine Baranski   | Denise Gorzelanny                      |
| Freddy James          | Blake Moore          | Felix Ebert                            |
| Grandpa Frank         | George Wendt         | Rainer Gerlach                         |
| Mrs. James            | Tatyana Ali          | Magdalena Helmig                       |

## Kritiken
Der Elternratgeber Flimmo beschreibt Nancys schillernde Persönlichkeit als etwas, das Kindern gut gefallen dürfte: „Sie kann Kinder dazu inspirieren, sich selbst zu entfalten und dabei gleichzeitig respektvoll mit anderen umzugehen“. Er kritisiert jedoch klischeehafte Rollenbilder und einseitige Schönheitsideale. Insgesamt bewertet Flimmo die Serie als altersangemessen.
Das US-amerikanisches Online‑Unterhaltungs‑Portal Collider.com zählte Fancy Nancy zu den „Zehn besten neuen Animationserien für Kids 2018“ und schrieb, die animierte Familienkomödie habe bei einigen Zuschauern für Unmut gesorgt: „Während manche Eltern sich an den materialistischen Aspekten der Geschichte stören, schätzen andere die Betonung von Einzigartigkeit, Vielfalt und Individualität.“